# خوسيه فيتيربو
خوسيه فيتيربو (بالبرتغالية: José Viterbo‏) هو لاعب كرة قدم ومدرب كرة قدم برتغالي، ولد في 23 مارس 1962 في قلمرية في البرتغال. لعب مع أكاديميكا كويمبرا.